# Callionymus muscatensis
Callionymus muscatensis är en fiskart som beskrevs av Regan, 1905. Callionymus muscatensis ingår i släktet Callionymus och familjen sjökocksfiskar. Inga underarter finns listade.